# النجد الأحمر (الرضمة)

تعديل مصدري - تعديل

النجد الأحمر هي إحدى قرى عزلة كحلان بمديرية الرضمة التابعة لمحافظة إب، بلغ تعداد سكانها 294 نسمة حسب تعداد اليمن لعام 2004.